# Dracophyllum latifolium

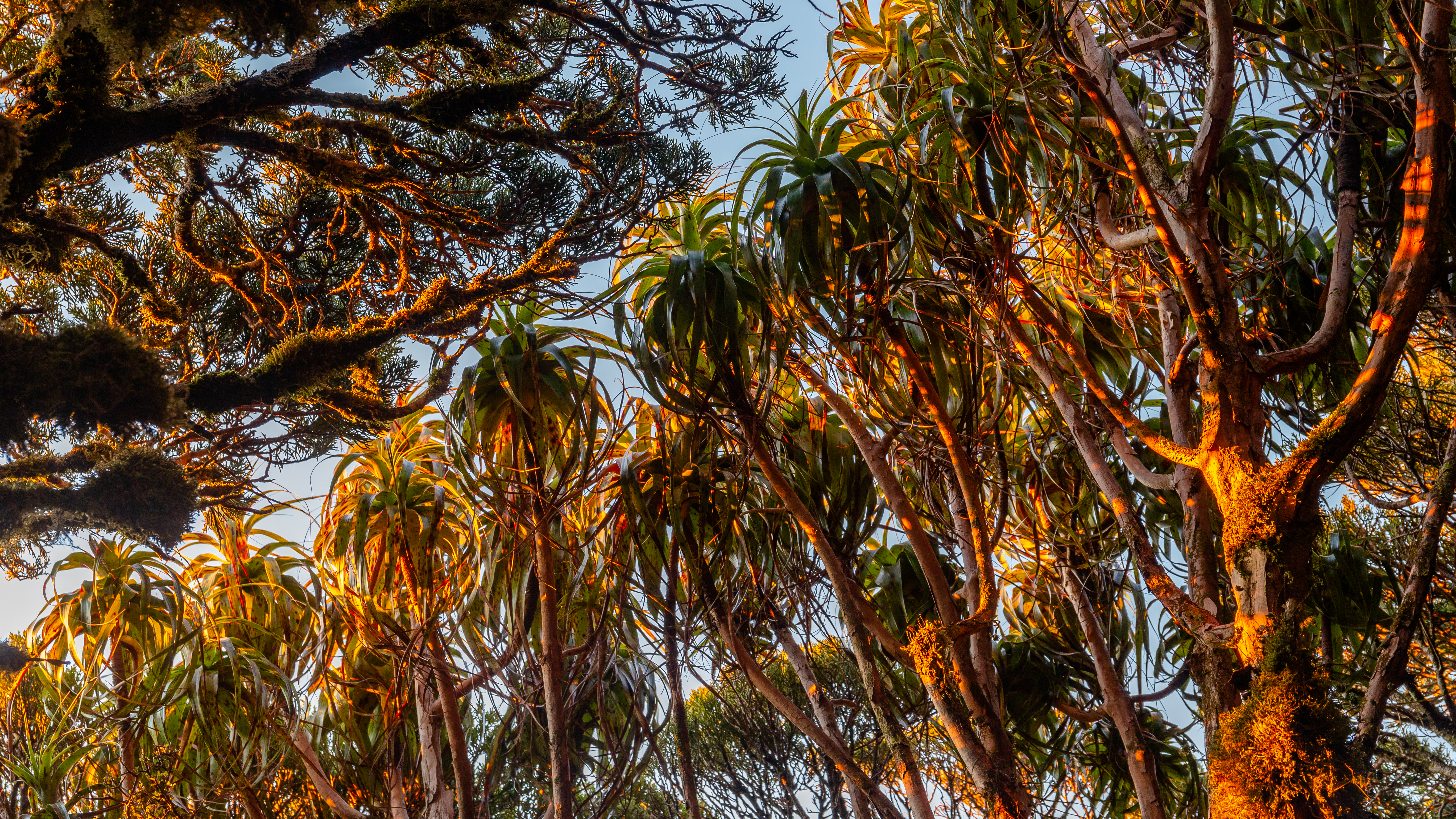
Mọc tại hồ Kaniere

Dracophyllum latifolium là một loài thực vật có hoa trong họ Thạch nam. Loài này được A.Cunn. mô tả khoa học đầu tiên năm 1839.